# Ánidros
Ánidros (en griego: Άνυδρος) es una isla griega en el municipio de Santorini, el cual es un grupo de islas en las Cícladas. Está al norte de la isla de Anafi, y al suroeste de Amorgos. Administrativamente depende de la Periferia de Egeo Meridional.
Posee una superficie de 1,20 kilómetros cuadrados.En febrero de 2025 se instaló en la isla un sismógrafo, parte de la red de sismógrafos nacionales griegos.